# Nordisk familjebok
Nordisk familjebok — шведская энциклопедия, опубликованная в период между 1876 и 1957.
Первое издание было опубликовано в 20 томах, в период между 1876 и 1899 годами.
Второе издание было выпущено в 1904—1926 годах в 38 томах, тем самым став наиболее полной энциклопедией, опубликованной на шведском языке. В народе известна как Uggleupplagan («Совиное издание»; названо так из-за изображения совы в логотипе). Ещё два издания были опубликованы до 1957 года. Авторские права на первые два издания истекли и материалы находятся в общественном достоянии.
В 1990-х годах Линчёпингский университет начал волонтёрский Проект «Рунеберг», направленный на популяризацию и оцифровку скандинавских печатных изданий, в том числе, и всей энциклопедии в интернет (по аналогии с проектом «Гутенберг» для англоязычного мира). В 2001 году технология продвинулась до такой степени, что позволила значительно ускорить процесс. Все 45 000 страниц (оба издания) были отсканированы и распознаны при помощи OCR-технологии. В настоящий момент результаты размещены на странице проекта (см. ссылки) и находятся в свободном доступе. Однако, волонтёры проекта замечают, что отсканированной энциклопедии по-прежнему необходима вычитка.
Вся энциклопедия, в соответствии с нормами права, в настоящий момент выгружена на Викисклад.

## Иллюстрации
- Логотип первого издания (1876—1899) с изображением Идун.
- Логотип второго издания (1904—1926)